# 首爾教育大學
首爾教育大學（：／ Seoul Gyoyuk Daehakgyo */?），簡稱教大、首爾教大，是韓國首爾一間專門培訓小學教師及以教育研究為主要學科的國立大學。現在學校的校舍位於瑞草區的瑞草1洞，與地鐵首爾教育大學站相距僅一個街口。
首爾教育大學另附設有一家附屬小學「首爾教大附屬初等學校」。

## 歷史
學校的前身是京畿公立師範學校(경기공립사범학교，於1946年成立。

## 開設學科
- 倫理教育(윤리교육과)
- 國語(韓國語言文學)教育系(국어교육과)
- 數學教育(수학교육과)
- 社會教育(사회과교육과)
- 科學教育(과학교육과)
- 美術教育(미술교육과)
- 音樂教育(음악교육과)
- 體育教育(체육교육과)
- 道德教育(도덕교육과)
- 電腦教育(컴퓨터교육과)
- 幼兒教育(유아교육과)
- 特殊教育(특수교육과)
- 英語教育(영어교육과)

## 設備
- 大型運動場
- 思鄉會館 (사향회관)
- 圖書館
- 寄宿舍
- 體育館

## 外部連結
- 首爾教育大學網址 （页面存档备份，存于）